# Deborah Gravenstijn
Dibora Monick Olga "Deborah" Gravenstijn (20 de agosto de 1974) é uma judoca holandesa e tenente da Força Aérea Holandesa.
Medalhista olímpica em duas edições: bronze em Atenas 2004 e prata em Pequim 2008.
Começou a praticar judô desde os anos de idade, obtendo sua primeira medalha no Campeonato Júnior Holandês em 1987